# Metsä Group
Metsä Group är en finländsk grupp skogsindustriföretag, som besår av det kooperativa Metsäliitto och dess affärsgrenar Metsä Forest och Metsä Wood samt dotterbolagen Metsä Tissue, Metsä Board och Metsä Fibre, varav Metsä Board är börsnoterat.
Metsä Group har sina rötter i det producentkooperativa Metsäliitto, som grundades i början av 1900-talet. Affärsrörelse påbörjades med gemensam försäljning. Metsäliitto Oy grundades 1934 för export av trävaror och blev ett kooperativ 1947 med grundandet av sågverk. 
Det köpte under 1950-talet Wärtsiläs pappers- och pappersmassafabrik i Äänekoski. Under 1960-talet grundades Metsä-Saimaa i sydöstra Finland, Kirkniemi bruk i södra Finland och inköptes Savon Sellu i östra Finland.
Under slutet av 1970-talet investerade Metsä i joint ventureprojektet Metsä-Botnia, där det hade en andel på 51 procent, och därefter en 40 procentig andel i Kemi massabruk. År 1996 köptes pappersbruken i Joutseno och Simpele.
År 1987 slogs G. A. Serlachius Oy och Metsäliiton Teollisuus Oy samman till Metsä-Serla. 
Metsä Group ägs av 131 000 finländska skogsägarmedlemmar i Metsäliitto (Skogsindustriförbundet). I Metsä Group ingår de tillverkande företagen Metsä Fibre (cellulosa), Metsä Board (papper och kartong), Metsä Tissue (mjukpapper) och Metsä Wood (sågade varor och plywood).
Metsä Group hade 2018 en omsättning på sammanlagt 5,7 miljarder euro och 9.300 anställda:
- Metsä Forest 2,0 miljarder euro, 840 anställda
- Metsä Wood 0,4 miljarder euro, 1.500 anställda
- Metsä Fibre 2,5 miljarder euro, 1.200 anställda
- Metsä Board 1,9 miljarder euro, 2.400 anställda (andel ägande av Metsäliitto drygt 41,2 %)
- Metsä Tissue 1,0 miljarder euro, 2.800 anställda